# الاریا سند
اِلاریا سَـند (انگلیسی: Ellaria Sand) یک شخصیت خیالی در مجموعه داستان‌های خیالی-حماسی ترانه یخ و آتش اثر نویسندهٔ آمریکایی جرج آر. آر. مارتین و اقتباس تلویزیونی آن بازی تاج‌وتخت است.
این کاراکتر نخستین بار در رمان طوفان شمشیرها (۲۰۰۰) معرفی می‌شود و بعد در ضیافتی برای کلاغ‌ها (۲۰۰۵) و رقصی با اژدهایان (۲۰۱۱) نیز حضور می‌یابد.
نقش این شخصیت خیالی را در مجموعهٔ تلویزیونی بازی تاج‌وتخت که محصول اچ‌بی‌او است، ایندیرا وارما ایفا می‌کند.

## ویژگی‌های شخصیتی
او یک فرزند نامشروع از سرزمین دورن است، اما نامشروع بودنش سبب نشده تا برایش تبعیضی قائل شده و اجازهٔ پیشرفت به او ندهند، چرا که مطابق آئین و سُنن سرزمین دورن، فرزندان مشروع و نامشروع تفاوتی با هم ندارند؛ برخلاف سرزمین وستروس که بین این دو فرق قائل می‌شوند. او معشوقهٔ اوبرین مارتل است، اما حتی در سرزمین دورن نیز، یک «شاهزاده» اجازه ندارد با یک حرام‌زاده وصلت کند. او مادرِ کوچکترین دختر از ۸ دخترِ نامشروع اوبرین مارتل است که به «سَـند اِسنیکز» (مارهای شن‌زار) معروفند. همچون اوبرین، اِلاریا نیز دوجنس‌گرا است.
شخصیت اِلاریا و کارهایی که انجام می‌دهد، بیشتر از نگاهِ دیگران مشاهده یا توصیف می‌شود و در رمان اصلی، یک شخصیتِ فرعی و پشت‌صحنه است.